# Eupterote testacea
Eupterote testacea är en fjärilsart som beskrevs av Walker 1855. Eupterote testacea ingår i släktet Eupterote och familjen Eupterotidae. Inga underarter finns listade i Catalogue of Life.